# شهرستان شیوون
شهرستان شیوون (به لاتین: Xiuwen County) یک شهرستان‌های جمهوری خلق چین در چین است که در گوئیانگ واقع شده‌است.